# Rōki Sasaki
Rōki Sasaki (佐々木 朗希, Sasaki Rōki) (Rikuzentakata, Iwate, Japón; 3 de noviembre de 2001) es un beisbolista profesional japonés. Juega en la posición de lanzador y actualmente milita en Los Angeles Dodgers de las Grandes Ligas de Béisbol (MLB).

## Carrera

### MLB

#### Los Angeles Dodgers
El 17 de enero de 2025 Sasaki anunció su fichaje por Los Angeles Dodgers, uniéndose a sus compatriotas Shohei Ohtani y Yoshinobu Yamamoto en la rotación de lanzadores del equipo angelino. Al ser menor de 25 años de edad, firmó un contrato de Liga Menor.